# Koss Corporation

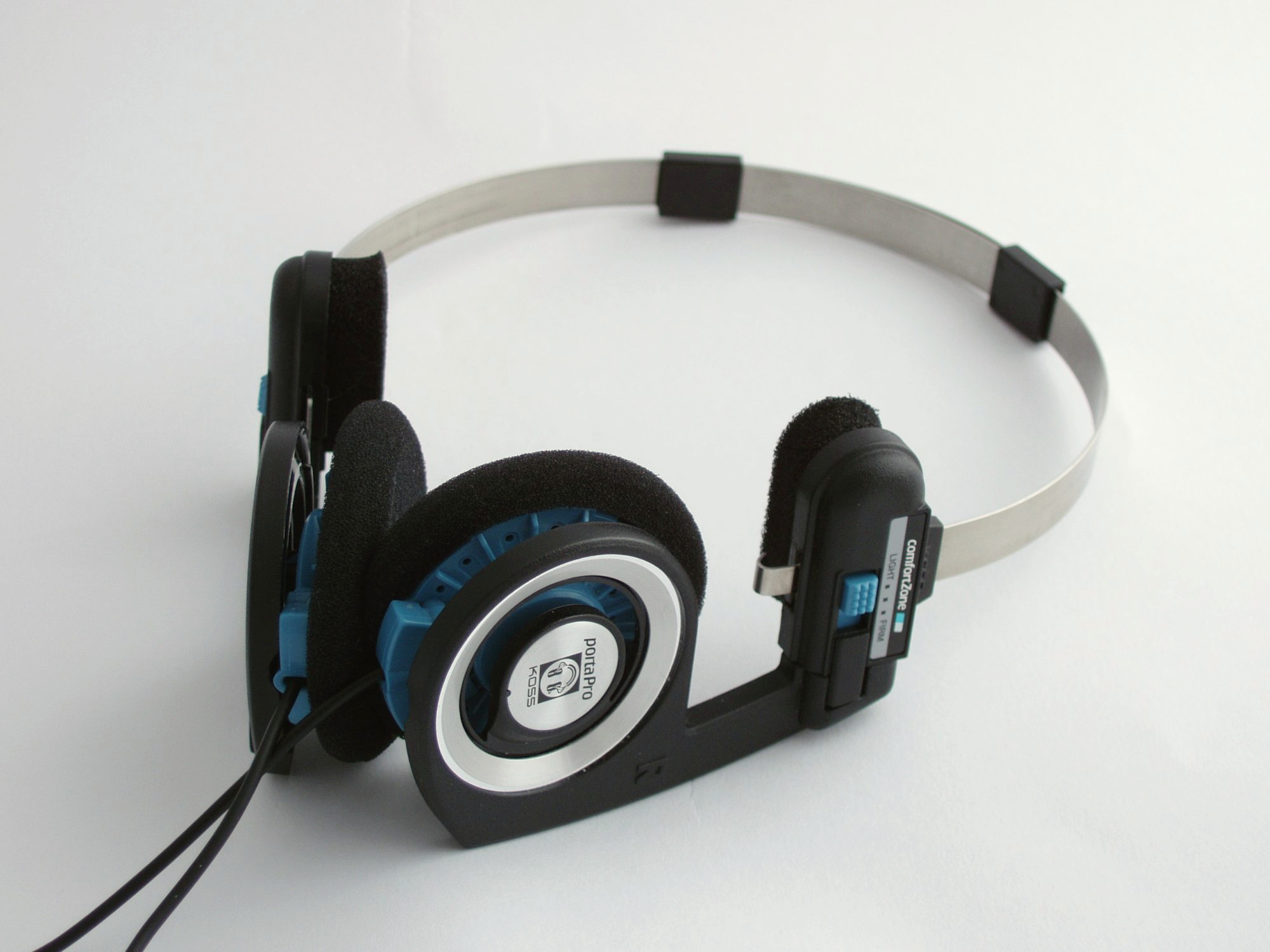
Модель навушників PortaPro

KOSS Corporation — американська компанія, що випускає стереонавушники (професійні, домашні, портативні), гарнітури та мікрофони. Компанія заснована в 1953 році Джоном К. Коссом. У 1991 Майкл Дж. Косс, син засновника Джона К. Косса, вступив у володіння компанією як президент і генеральний директор.

## Історія KOSS
Спочатку компанія спеціалізувалася на прокаті телевізійних приймачів.
Потім у 1958 році Дж. Косс, що працював разом з Мартіном Лангом представили нову модель фонографа на Hi-fi шоу в Мілвокі (США). Для демонстрації можливостей фонографа були використані авіаційні навушники. Несподівано саме ця знахідка стала справжнім хітом. Ідея відкрила Джону Коссу блискучі перспективи «головних телефонів». У тому ж році компанія випускає перші стереонавушники KOSS SP-3.
Таким чином Джон К. Косс став засновником не лише корпорації а й нової світової індустрії — персонального аудіо.
На сьогоднішній день KOSS — це всесвітньо відома компанія, яка представляє продукцію на ринку не тільки звукової техніки, а й таких сферах, як медицина, транспорт, мобільна телефонія, освіта.

## Основні віхи в історії компанії
- 60-і роки ХХ століття — випуск навушників KOSS Beatlephone (навушники з зображенням групи The Beatles). Компанія стає одним з провідних постачальників навушників для BBC.
- 70-і роки XX століття — введення обов'язкових випробувань всієї аудіотехніки KOSS на точність відтворення звуку.
- 80-і роки XX століття — випуск однієї з перших у світі моделей бездротових навушників JCK/200. Заснований звукозаписний лейбл KOSS Classics. Розробка та впровадження програми надання довічної гарантії на всі вироби KOSS.
- 90-і роки XX століття — Майкл Косс (старший син Джона Косса) вступає у володіння і управління компанією. Інноваційні дизайнерські рішення. Глобальне розширення асортименту: випуск стереонавушників з системою активного шумозаглушення, моделей без оголів'я, п'ятиканальні радіонавушники, hands-free моделі для промислового та домашнього використання.
- Початок XXI століття — компанія KOSS надалі залишається провідною компанією-виробником. Модельний ряд оновлюється настільки ж часто, як смаки споживачів і нові технічні розробки.

Koss PortaPro випускається понад двадцять років, і є однією з найкращих моделей у класі накладних портативних навушників ціною до 50$.